# Jorge Yriarte
Jorge Luis Yriarte González (Barquisimeto, Lara, Venezuela; 4 de marzo de 2000) es un futbolista venezolano que juega como centrocampista en el Real Murcia C.F., cedido por la S.D. Eibar.

## Carrera
Jorge Yriarte inició su carrera en el ACD Lara de su país, con el cual debutó el 21 de mayo del 2017 ante el Aragua Fútbol Club por la fecha 17 del Apertura 2017. Con el ACD Lara jugó un total de 27 partidos, incluyendo los 6 partidos que disputó el equipo en la fase de grupos de la Copa Libertadores 2017, marcando un gol ante Deportivo Anzoátegui, el 24 de febrero de 2019.
En julio de 2019, fue cedido al CD Vitoria, filial del SD Eibar, jugando un solo partido, ante el Sestao River. Al finalizar la temporada, Jorge ficha en propiedad por el CD Vitoria.
En julio de 2022, el delantero venezolano firma un contrato por la SD Eibar. Un mes después, el 9 de agosto de 2022 firma en calidad de cedido por la SD Amorebieta de la Primera División RFEF, con el cual se coronó campeón de dicha competición logrando el ascenso a la segunda división de España.
El 26 de julio de 2024, es cedido de nuevo al Real Murcia C.F. de la Primera Federación.

## Carrera de selección
Jorge Yriarte debutó con la Selección de fútbol sub-17 de Venezuela el 2 de marzo de 2017 ante Perú, por la segunda fecha del grupo B del Campeonato Sudamericano Sub-17, finalizando con victoria de 3-1. Jugaría otros dos partidos en aquel campeonato, ante Chile y Paraguay, este último por el grupo final de aquel torneo.
Debutó con la Selección sub-20 el 7 de octubre de 2018 en un amistoso ante Estados Unidos, y marcaría su primer gol ante Chile, por el grupo A del Sudamericano Sub-20 de 2019, el 19 de enero de aquel año. Con el seleccionado sub-20 lleva un total de 13 partidos, anotando un solo gol.

## Clubes
Actualizado al último partido jugado el 4 de enero de 2025. Fuente: Transfermarkt.
| Club                      | País      | Año           | Partidos | Goles |
| ------------------------- | --------- | ------------- | -------- | ----- |
| ACD Lara                  | Venezuela | 2017-2020     | 27       | 1     |
| CD Vitoria (cedido)       | España    | 2019-2020     | 1        | 0     |
| CD Vitoria                | España    | 2020-2022     | 1        | 0     |
| SD Eibar                  | España    | 2022-presente | -        | -     |
| S. D. Amorebieta (cedido) | España    | 2022-2024     | 50       | 1     |
| Real Murcia C.F.          | España    | 2024-Act.     | 12       | 0     |

## Palmarés
| Título                     | Club           | País   | Año     |
| -------------------------- | -------------- | ------ | ------- |
| Tercera División de España | S.D Amorebieta | España | 2022-23 |